# V382 Киля
V382 Киля, также известная как x Киля (x Car), — звезда в созвездии Киля.
V382 Киля — жёлтый гипергигант спектрального класса G с видимой звёздной величиной 3,93m. Расстояние до Земли составляет 8802 светового года. Звезда классифицируется как цефеида и меняет свой блеск в пределах от 3,84m до 4,02m.
V382 Киля может наблюдаться только южнее 31 градуса северной широты. На территории России не наблюдается.